# Abd al-Ilah Harun
Abd al-Ilah Harun, Abdalelah Haroun (arab. ‏عبد الإله هارون‎; ur. 1 stycznia 1997 w Sannarze, zm. 26 czerwca 2021 w Dosze) – katarski lekkoatleta specjalizujący się w biegach sprinterskich pochodzenia sudańskiego. Do 4 lutego 2015 reprezentował Sudan.
19 lutego 2015 ustanowił wynikiem 45,39 nowy halowy rekord Azji, a dwa miesiące później sięgnął po złoto mistrzostw panarabskich. Podwójny złoty medalista mistrzostw Azji w Wuhanie (2015). W 2016 sięgnął po dwa złote krążki halowego czempionatu Azji, zdobył srebro w biegu na 400 metrów podczas halowych mistrzostw świata w Portland oraz złoto mistrzostw świata juniorów w Bydgoszczy. Rok później sięgnął po brązowy medal mistrzostw świata w Londynie.
Złoty medalista mistrzostw Kataru.
Zginął 26 czerwca 2021 w wypadku samochodowym, miał 24 lata.

## Osiągnięcia
| Rok  | Impreza                     | Miejsce        | Konkurencja        | Lokata     | Wynik   |
| ---- | --------------------------- | -------------- | ------------------ | ---------- | ------- |
| 2015 | Mistrzostwa panarabskie     | Manama         | bieg na 400 m      | 1. miejsce | 44,68   |
| 2015 | Mistrzostwa Azji            | Wuhan          | bieg na 400 m      | 1. miejsce | 44,68   |
| 2015 | Mistrzostwa Azji            | Wuhan          | sztafeta 4 × 400 m | 1. miejsce | 3:02,50 |
| 2016 | Halowe mistrzostwa Azji     | Doha           | bieg na 400 m      | 1. miejsce | 45,88   |
| 2016 | Halowe mistrzostwa Azji     | Doha           | sztafeta 4 × 400 m | 1. miejsce | 3:08,20 |
| 2016 | Halowe mistrzostwa świata   | Portland       | bieg na 400 m      | 2. miejsce | 45,59   |
| 2016 | Mistrzostwa świata juniorów | Bydgoszcz      | bieg na 400 m      | 1. miejsce | 44,81   |
| 2016 | Igrzyska olimpijskie        | Rio de Janeiro | bieg na 400 m      | półfinał   | 46,66   |
| 2017 | Mistrzostwa świata          | Londyn         | bieg na 400 m      | 3. miejsce | 44,48   |
| 2017 | Halowe igrzyska azjatyckie  | Aszchabad      | bieg na 400 m      | 1. miejsce | 45,68   |
| 2017 | Halowe igrzyska azjatyckie  | Aszchabad      | bieg na 800 m      | półfinał   | 2:07,94 |
| 2017 | Halowe igrzyska azjatyckie  | Aszchabad      | sztafeta 4 × 400 m | 2. miejsce | 3:12,58 |
| 2018 | Halowe mistrzostwa Azji     | Teheran        | bieg na 400 m      | 1. miejsce | 46,37   |
| 2018 | Halowe mistrzostwa Azji     | Teheran        | sztafeta 4 × 400 m | 1. miejsce | 3:10,08 |
| 2018 | Halowe mistrzostwa świata   | Birmingham     | bieg na 400 m      | eliminacje | DQ      |
| 2018 | Igrzyska azjatyckie         | Dżakarta       | bieg na 400 m      | 1. miejsce | 44,89   |
| 2018 | Igrzyska azjatyckie         | Dżakarta       | sztafeta 4 × 400 m | 1. miejsce | 3:00,56 |
| 2018 | Puchar interkontynentalny   | Ostrawa        | bieg na 400 m      | 1. miejsce | 44,72   |
| 2019 | Mistrzostwa świata          | Doha           | bieg na 400 m      | eliminacje | 47,76   |

## Rekordy życiowe
- Bieg na 400 metrów – 44,07 (21 lipca 2018, Londyn) rekord Kataru
- Bieg na 400 metrów (hala) – 45,39 (19 lutego 2015, Sztokholm) halowy rekord Azji
- Bieg na 500 metrów (hala) – 59,83 (17 lutego 2016, Sztokholm) halowy rekord świata[3]

Rekordzista Kataru w sztafecie 4 × 400 metrów (na stadionie 3:00,56 w 2018; w hali 3:08,20 w 2016).